# 鳥取市立福部中学校
鳥取市立福部中学校（とっとりしりつ ふくべちゅうがっこう）は、かつて鳥取県鳥取市福部町にあった公立中学校。

## 概要
校区は、福部小学校と等しくなっており、小中一貫教育を行っていた。
福部中の周辺には、観光可能な砂丘として、日本一の大きさを誇る鳥取砂丘がある。
2016年に福部小学校、福部幼稚園と統合し鳥取県内初の幼小中一貫校・鳥取市立福部未来学園が開校した。

## 沿革
- 1947年（昭和22年） - 設立。
- 2004年（平成16年）11月1日 - 岩美郡福部村が鳥取市に編入されたことに伴い、福部村立福部中学校から鳥取市立福部中学校と改称する。
- 2016年（平成28年）3月31日 - 閉校。
  - 4月1日 - 福部小学校・福部幼稚園と統合し鳥取市立福部未来学園が開校。

## 通学区域
- 福部小学校校区
  - 福部町海士、福部町岩戸、福部町久志羅、福部町蔵見、福部町栗谷、福部町左近、福部町高江、福部町中、福部町南田、福部町細川、福部町八重原、福部町箭渓、福部町湯山。